# Grégoire de Nazianze
Vous lisez un « article de qualité » labellisé en 2010.
Pour les articles homonymes, voir Grégoire et Saint Grégoire.
Grégoire de Nazianze (en grec ancien : Γρηγόριος ὁ Ναζιανζηνός), ou « de Naziance », dit « le Jeune », ou encore Grégoire le Théologien, né en 329 en Cappadoce et mort en 390, est un théologien et un Docteur de l'Église. Il fait partie avec Basile de Césarée et Grégoire de Nysse des Pères cappadociens.
Issu d'une famille chrétienne, Grégoire fait ses études à Alexandrie puis à Athènes, où il rencontre Basile de Césarée, qui devient son ami. Il rentre à Nazianze, où il est ordonné prêtre par son père Grégoire l'Ancien. Ordonné ensuite contre son gré évêque de Sasimes par Basile de Césarée, il ne peut s'établir dans cette cité et reste chez son père, devenant ainsi le premier évêque auxiliaire de l'Église.
À la mort de son père, il décide de se retirer pour mener une vie cénobitique. Il est invité à Constantinople, où il prend part à la lutte contre l'arianisme et contre les divisions de l'Église de Constantinople. Partisan de la doctrine du concile de Nicée, il cherche à défendre la place de l'Esprit Saint dans la théologie orthodoxe.
L'empereur Théodose Ier impose Grégoire de Nazianze comme évêque de Constantinople. Il préside alors le concile de Constantinople mais démissionne alors que les débats sont loin d'être achevés. Il retourne à Nazianze, où il écrit de nombreuses lettres et discours en faveur notamment de la thèse qui considère l'Esprit Saint comme l'une des personnes de la Trinité.
La richesse des écrits théologiques de Grégoire conduit très vite à sa reconnaissance dans toute la chrétienté. Ses œuvres sont traduites en latin, puis dans différentes langues. Il influence significativement la théologie de la Trinité tant des Pères grecs que des Pères latins.
Père de l'Église, il est introduit dans le bréviaire comme docteur de l'Église par le pape Pie V en 1568. Il est vénéré tant par les catholiques que par les orthodoxes.
Ses reliques, transférées à Rome au VIIIe siècle pour éviter leur destruction lors de la querelle iconoclaste, ont été restituées en 2004 par le pape Jean-Paul II au patriarche Bartholomée Ier de Constantinople. Ce geste est à interpréter comme un signe de réconciliation entre catholiques et orthodoxes.

## Jeunesse et formation

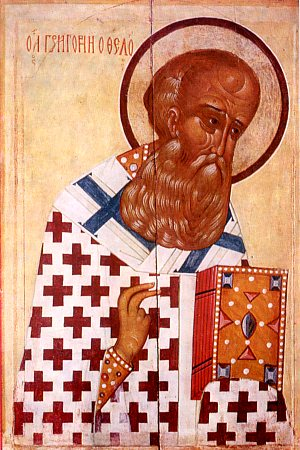
Icône russe du XVIe siècle représentant Grégoire de Nazianze.

### Enfance
Grégoire de Nazianze naît à Nazianze en Cappadoce en 329, de Grégoire l'Ancien, un notable récemment christianisé assurant la charge d'évêque de Nazianze, et de son épouse Nonna dont la famille est chrétienne depuis longtemps. Il a une sœur aînée, Gorgonie, et un frère cadet, Césaire, qui devient par la suite le médecin de trois empereurs (Constance II, Julien et Jovien) puis questeur en Bithynie pour Valens. Le prénom « Grégoire » qu'il partage avec son père a une connotation chrétienne prononcée et signifie « le veilleur ».
Issu d'une famille très aisée et influente de Cappadoce – une région de l'Empire romain dirigée par quelques clans d'une aristocratie cultivée au sein desquels sont recrutés les épiscopes – Grégoire est ainsi destiné a priori à succéder à son père sur le siège épiscopal et reçoit sa première formation dans le cercle familial. Il est éduqué dans ses jeunes années avec Césaire par un parent de la famille, Amphiloque d'Iconium, et un pédagogue du nom de Cartérios,. Cartérios l'accompagne lorsque, vers l'âge de douze ans, il est envoyé dans la ville de Césarée de Cappadoce pour y suivre un enseignement en littérature grecque dans des écoles locales de grammairiens,. C'est là qu'il rencontre Basile de Césarée, qui, à l'époque, n'est encore qu'un condisciple parmi d'autres.

### Tempête
Vers l'âge de dix-huit ans, il voyage et visite Antioche et Jérusalem avant de se rendre à Alexandrie,, pour y faire des études supérieures, . Il y rencontre probablement Athanase d'Alexandrie. puis s'en va terminer ses études à Athènes,.
Lors d'un voyage entre Alexandrie et Athènes, son bateau est pris dans une tempête au cours de laquelle il pense mourir. Cet événement marque un tournant dans sa vie : le baptême se pratiquant tardivement à cette époque et Grégoire redoutant de mourir non baptisé,, il fait alors la promesse de se consacrer à Dieu s'il survit, comme il l'explique dans ses écrits : « À toi j'étais auparavant, tien je suis maintenant. Pour toi je vivrai si j'échappe à ce danger ! Ton disciple est tombé dans la tempête : dissipe ce songe, ou viens marchant sur l'eau et que cette horreur cesse »,.

### Athènes
Il arrive à l'Académie d'Athènes à la fin de 350. Dans cette ville cosmopolite, il suit les leçons du chrétien Prohaérésios et du rhéteur païen Himérios, l'Académie n'étant pas confessionnelle,. Il apprend la rhétorique, ainsi que la mythologie grecque en étudiant Homère, Euripide et Sophocle.
Il se lie d'amitié avec Basile de Césarée, qui étudie comme lui à l'Académie. Cette amitié naît du fait que Grégoire de Nazianze accueille Basile et lui épargne le rituel de bizutage lors de son entrée à l'Académie,, consistant en diverses humiliations et railleries. Plus tard, lors d'un concours de rhétorique, un groupe d'étudiants arméniens entend réduire au silence le nouveau venu qui est précédé par une notoriété de dialecticien doué. Grégoire se joint ingénument aux Arméniens dans ce concours, avant de se rendre compte de leurs mauvaises intentions et de retourner la situation en faveur de Basile. À propos de cet épisode, Grégoire rapporte : « Ce fut le prélude à notre amitié ; c'est de là que jaillit l'étincelle de notre union ; c'est ainsi que nous fûmes touchés l'un par l'autre »,.
Durant ses premières années d'études à Athènes, Grégoire joue probablement un rôle de tuteur ou de professeur auprès de Basile. Dans ses écrits, il insiste sur le caractère spirituel de leur relation. C'est leur foi en Dieu, dans une école où de nombreux païens étaient présents, qui incite les deux étudiants à se lier d'amitié. Alors que l'on étudie principalement les lettres classiques, les deux hommes développent le même goût pour la vie contemplative et cénobitique.
Après plusieurs années, Grégoire a pour Basile une certaine admiration, le considérant alors davantage comme un maître : « Mon devoir est de le suivre, comme l'ombre suit le corps », explique-t-il, affirmant également que « Basile était supérieur à tous par sa vie, sa parole, son éthique ». Il a pour autre condisciple le futur empereur Julien, dont il fait plus tard un portrait redoutablement critique, lorsque celui-ci interdit aux chrétiens d’enseigner la culture profane, sous prétexte qu’ils seraient appelés à enseigner quelque chose à quoi ils ne croyaient pas ! Or, c’était précisément dans cette culture, qui constituait la formation de l’élite intellectuelle de l’Empire, qu’ils avaient eux-mêmes été instruits, aux côtés de leurs condisciples païens, ce contre quoi Julien ne s’élevait d’ailleurs pas. Nombre de chrétiens et non des moindres étaient en effet rhéteurs, voire fils de rhéteurs, comme Basile de Césarée par exemple. C’est que le système d’éducation était neutre, religieusement parlant, comme si l’unité culturelle était le critère déterminant d’un tel système. Or Julien prône un retour au paganisme.
Après une solide formation de près de huit années, d'une longueur inhabituelle pour des étudiants de l'époque, Basile décide de rentrer auprès de sa famille tandis que Grégoire, alors âgé de 30 ans, reste encore quelque temps à l'Académie à Athènes où il est promu professeur de rhétorique,.

## Vie religieuse

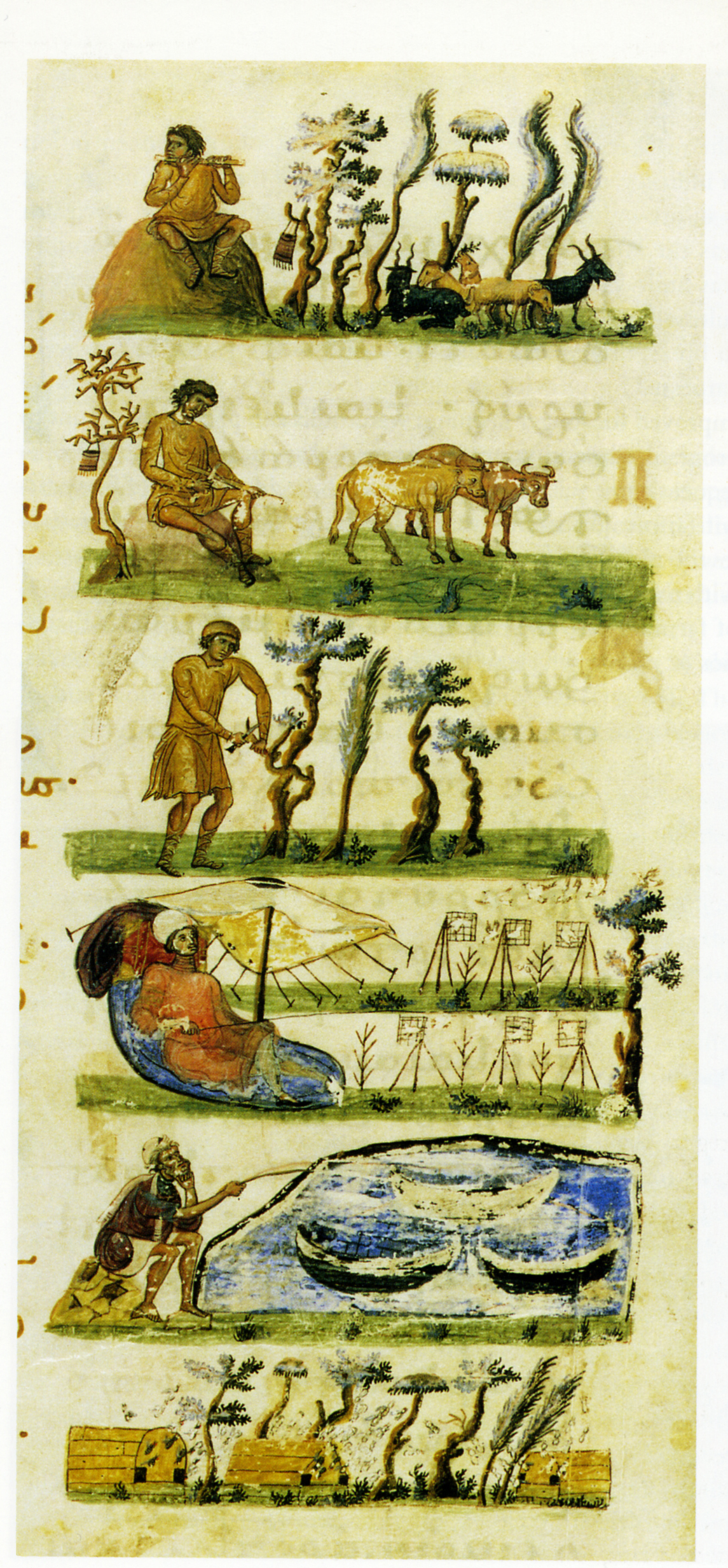
Illustration des Homélies de Grégoire de Nazianze, anonyme, XIe siècle, BNF.

### Vers le sacerdoce
À la demande de son père, Grégoire de Nazianze, qui souhaite se consacrer à la théologie et espère vivre une vie cénobitique ou anachorétique en étudiant et suivant l'ascétisme chrétien, rentre chez lui en 358. En tant que fils aîné, il est l'héritier de la famille, et son père lui demande alors de prendre la charge de la propriété familiale d'Arianze. C'est vers cette époque que Grégoire et Basile semblent avoir été baptisés.
La même année, Basile revient de voyages au cours desquels il a visité des moines d'Égypte, de Mésopotamie et de Syrie, et fonde à son tour une petite communauté monastique à Anisa dans la région du Pont. Si Grégoire désire le rejoindre au nom d'une ancienne promesse, il ne peut s'exécuter. Il écrit à Basile : « J'ai manqué, je l'avoue, à ma promesse : être avec toi et de vivre avec toi en philosophe, voilà à quoi je m'étais engagé dès le temps de notre séjour à Athènes, de notre amitié là-bas et de notre fusion l'un à l'autre — je ne puis employer de terme plus juste que ceux-là. Mais, si j'ai manqué à ma parole, c'est malgré moi ; c'est parce qu'une loi a prévalu sur une autre : celle qui ordonne de prendre soin de ses parents l'a emporté sur celle de la camaraderie et de l'intimité »,.
Malgré son refus de s'établir avec Basile pour seconder son père, Grégoire rend néanmoins visite à plusieurs reprises à son ami — avec lequel il entretient par ailleurs une correspondance — dans son monastère. Ils y font ensemble des exercices ascétiques. Les journées se divisent alors entre du jardinage, des périodes d'études de la Bible et des œuvres d'Origène, ainsi que des moments de prières. Du travail sur Origène naît l'anthologie intitulée Philocalie. Grégoire assiste Basile de Césarée dans la rédaction des règles morales et ascétiques qui sont à la base de la législation monastique de l'Église orthodoxe.
Après un temps de réflexion, Grégoire décide de renoncer à la vie anachorétique : « J'étais possédé par le désir des livres divins et par la lumière de l'Esprit qui réside dans la contemplation de la Parole, chose qui ne s'accomplit pas dans le désert et son calme ».
Son père le presse de devenir prêtre vers la fin de 361,, ce qu'il vit comme « une tempête terrible », ne se sentant pas digne de l'ordination, ni prêt à remplir cette fonction. Il refuse d'autant plus que cette ordination l'empêche d'appartenir à une communauté cénobitique. Il se réfugie chez son ami Basile qui le convainc d'accepter son presbytérat. Il décide alors de revenir en 362 et, à l'occasion de Pâques, il prononce le discours de l'« Apologétique ». Dans ce discours, il défend sa fuite et développe sa conception du sacerdoce.

### Presbytérat
Le presbytérat de Grégoire de Nazianze est constitué en grande partie par l'administration du diocèse de son père Grégoire l'Ancien. Cette période est marquée par l'avènement de l'empereur Julien. En 362, celui-ci promulgue un édit qui interdit aux chrétiens d'enseigner la grammaire, la rhétorique et la philosophie, soit l'ensemble de l'instruction profane. Grégoire de Nazianze s'oppose alors avec virulence à l'empereur Julien dans deux discours célèbres Discours contre Julien.
Quelque temps plus tard, son père Grégoire l'Ancien signe un acte de foi homoiousien, qui est refusé par une partie de son clergé, principalement les communautés cénobitiques,. Cet acte provoque un schisme au sein du diocèse pendant une courte période. Grégoire de Nazianze aide à pacifier la situation par son rôle dans l'administration de l'évêché,. Le concours de Basile de Césarée, qui jouit d'une grande influence auprès des cénobites de la province, permet d'apaiser les différends au sein du diocèse.
Grégoire a progressivement le rôle non officiel de vicaire général de Nazianze en 363. Dans le même temps, Basile a un rôle semblable auprès de l'évêque de Césarée, Eusèbe, avec lequel il entre en désaccord, ce qui le pousse à se retirer dans son monastère. Grégoire de Nazianze écrit alors des lettres à Basile et l'encourage à retourner à sa tâche auprès de son évêque, malgré la difficulté de leurs relations. Le frère de Grégoire, Césaire de Nazianze, est médecin au service de l'empereur Julien au grand désespoir de sa famille ; Grégoire lui écrit pour l'adjurer de renoncer à sa vie de cour. Césaire décide alors de rentrer à Nazianze. En juin de la même année, l'empereur meurt, remplacé par Jovien. Césaire retourne auprès du nouvel empereur qui le traite en ami. Son successeur, Valens, lui accorde une charge importante liée au trésor.
Césaire, marqué par le tremblement de terre qui détruit en octobre 368 la ville de Nicée où il réside, perd ensuite sa sœur Gorgonie en 369,. Grégoire leur consacre deux panégyriques dans lesquels il définit ce qu'il entend par la sainteté.
En 370, l'évêque Eusèbe est mourant et Basile, qui veut le remplacer à la tête du diocèse de Césarée, cherche à obtenir l'aide de Grégoire dans cette entreprise. Pressentant un refus de Grégoire pour cette mission, Basile lui écrit en affirmant qu'il a besoin de lui de toute urgence et qu'il est mourant,. Grégoire, se rendant au chevet de son ami, devine en chemin que celui-ci n'est pas malade en voyant des évêques se diriger vers Césarée afin de préparer la succession d'Eusèbe,. Grégoire de Nazianze se sent alors trahi et décide de faire demi-tour, écrivant une lettre à Basile. Le père de Grégoire de Nazianze, Grégoire l'Ancien, envoie une lettre en son nom à Césarée, afin de favoriser l'élection de Basile en tant qu'évêque de la ville,. En outre, malgré son âge avancé, Grégoire l'Ancien se déplace à Césarée, afin de peser sur l'élection de l'évêque, qui s'éternise. Basile devient alors évêque de la ville qui lui donne son nom.

### La lutte pour le siège de Sasimes
D'âpres différends d'ordre théologique opposent à cette époque les tenants de l'arianisme aux partisans du Credo nicéen, concernant la nature de la subordination du Fils au Père. Grégoire de Nazianze et Basile de Césarée font partie de ces derniers. D'autre part, l'Empire romain est divisé en deux depuis la mort de Jovien en 364. En Occident règne Valentinien Ier, en Orient son frère Valens. Celui-ci favorise l'arianisme.
Pour des raisons administratives, en 370, le coempereur d'Orient décide de scinder la Cappadoce en deux provinces homonymes en faisant de Tyane la capitale de la seconde Cappadoce. Les deux raisons qui motivent cette division sont de pouvoir mieux contrôler les régions de l'Empire romain, et ainsi d'augmenter les impôts de façon moins visible, mais aussi de favoriser l'arianisme dans une région où Basile de Césarée défend l'orthodoxie de Nicée. L'évêque de Tyane devient donc métropolite indépendant de Basile. Les conséquences de cette division sont doubles : la première est que les ressources économiques du métropolite de Césarée sont amoindries ; la seconde, qu'une partie des évêchés précédemment sous la responsabilité de l'évêque de Césarée échappent désormais à son influence. Cela a pour effet de favoriser l'arianisme avec la mise en place d'évêques qui en sont partisans,.
Basile n'accepte pas cet état de fait : il refuse de reconnaître la nouvelle province et continue à y nommer ses évêques. En 372, il propose à Grégoire de l'ordonner évêque de Sasimes,,. Malgré les réticences du théologien, liées au fait qu'il n'a pas encore abandonné toute vocation anachorétique, celui-ci accepte au nom de son amitié avec Basile. Cependant, l'évêque arien de Tyane, Anthime, l'empêche de prendre possession de son siège épiscopal. À la suite de cet épisode vécu avec dégoût, Grégoire accuse Basile de l'avoir nommé dans le cadre d'une lutte de pouvoir,. Face à l'impossibilité d'assurer sa charge d'évêque, il se retire dans le désert, en refusant catégoriquement de revenir à Sasimes. Il se décide finalement à retourner à Nazianze, suivant l'ordre de son père. Le fait que le théologien n'ait pas pu s'installer sur son siège épiscopal fait de lui le premier évêque auxiliaire de l'histoire de l'Église.
Après la mort de son père en 374, Grégoire se considère comme libre de toute obligation,. Il se retire à Séleucie d'Isaurie,, à plus de cinq cents kilomètres de Nazianze. Il y mène pendant quatre ans une vie cénobitique. Il quitte cependant sa retraite à la suite des changements de gouvernance qui affectent l'Empire d'Orient en 378 : Valens ayant été tué, Théodose Ier devient le nouvel empereur. Une délégation venue de Constantinople, envoyée par sa cousine Théodosie, l'informe des changements de situation et lui demande alors de gagner Constantinople,, afin de participer aux luttes d'influence qui s'y déroulent. Après avoir demandé conseil à Basile, sans doute en lui rendant visite à Césarée, Grégoire de Nazianze rejoint la capitale à la fin de l'année.
Le premier janvier 379, Basile de Césarée meurt, ce qui peine considérablement Grégoire. Il écrit alors une lettre célèbre au frère de son ami, Grégoire de Nysse, où il dit son émotion. Il prononcera plus tard un éloge funèbre, dans lequel il donne une description détaillée de Basile, témoignant de sa réconciliation avec son vieil ami.

### Évêque de Constantinople

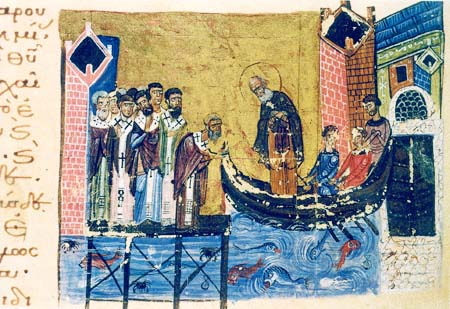
Représentation du XIe siècle de Grégoire de Nazianze arrivant à Constantinople

#### Arrivée à Constantinople
C'est pendant cette période qu'il écrit plus de la moitié de ses Discours, une période de deux ans et demi pendant laquelle il rédige également l'essentiel de ses écrits théologiques.
Grégoire est invité à Constantinople après la mort de Valens (378) afin de participer à un concile. Il s'installe alors chez sa cousine Théodosie, mariée à un membre de l'une des plus grandes familles de Constantinople. Grégoire y est à la tête d'une communauté chrétienne marginale, fidèle au premier concile de Nicée, alors que la ville est dirigée par l'évêque arien Démophile. Il ouvre dans la ville un petit sanctuaire qu'il appelle sainte Anastasie (du substantif grec anastasis qui signifie résurrection). L'influence de Grégoire de Nazianze croît peu à peu au cours des années 379 et 380.
Il enseigne publiquement ou à un groupe d'étudiants dès son arrivée et au début du concile. Jérôme de Stridon, qui bénéficie de son enseignement, qualifie plus tard Grégoire d'expert exégèse : « Ses leçons m'ont expliqué l'Écriture »,,. Grégoire défend la foi en un Dieu trinitaire définie par le premier concile de Nicée de 325, en grande partie remise en cause par l'arianisme. Ses prédications ont cependant un caractère limité, dans la mesure où la majorité des églises sont contrôlées par les ariens.
La fête de Pâque était l'occasion des principales professions de foi lors des célébrations, les professions de foi étant alors énoncées publiquement. Lors de la Pâque 379, Grégoire, qui officie, est accusé d'hérésie et est exclu violemment pendant une Divine Liturgie. Cette exclusion marque les divergences existant entre les partisans de l'arianisme et les partisans de Nicée, au cœur desquelles figurent les définitions de Dieu. Il demande dans ses écrits que l'on se souvienne de ses lapidations : « je fus reçu avec des pierres, comme d'autres sont reçus avec des fleurs ». Il est dans le même temps accusé d'assassinat, et est acquitté devant le tribunal. À la suite de cette agression, il veut fuir Constantinople. Il affirme toutefois avoir été convaincu de rester par des fidèles qui lui dirent « Ô, Père, en nous abandonnant, vous chassez la Trinité ».
Au début de l'année 380, l'empereur Théodose le Grand tombe gravement malade. Il décide de se faire baptiser et choisit lors de son baptême la profession de foi issue du premier concile de Nicée. Son baptême va contribuer à changer radicalement le rapport de force entre les partisans de l'arianisme et ceux du concile de Nicée. Théodose enjoint, dès février 380, de suivre la foi de Nicée en publiant l'édit de Thessalonique, qui fait du christianisme et du credo du premier concile de Nicée la religion officielle de l'Empire romain. Cette décision condamne l'arianisme. Grégoire est alors de plus en plus écouté et il reçoit des insignes épiscopaux, étant reconnu comme évêque de Constantinople. Au cours de cette période, Grégoire écrit cinq discours appelés Discours théologiques, qui sont l'une de ses œuvres maîtresses sur la Trinité,.
Grégoire fait la connaissance de Maxime, un philosophe cynique venu d'Alexandrie. Maxime gagne la confiance de Grégoire et part afin de le représenter auprès du clergé d'Alexandrie. Là il rencontre Pierre, l'évêque d'Alexandrie et, soutenu par ce dernier, trahit Grégoire en se faisant ordonner évêque de Constantinople par des évêques égyptiens, à la place de Grégoire. Il revient à Constantinople et cherche à prendre le siège épiscopal. La tentative échoue mais provoque chez Grégoire un vrai traumatisme, à propos duquel il écrit plusieurs Discours.

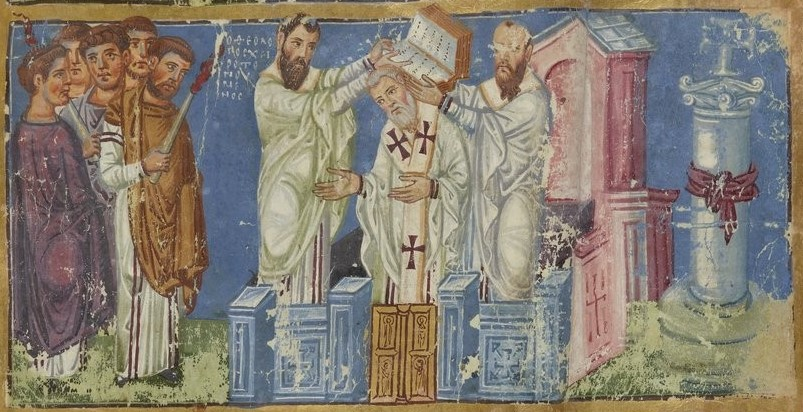
Consécration épiscopale de Grégoire de Nazianze, miniature sur parchemin tirée d'un manuscrit dédié à l'empereur Basile Ier le Macédonien, v. 880, Bibliothèque nationale de France.

Le 24 novembre 380, l'empereur Théodose Ier arrive à Constantinople. Le lendemain, il convoque Grégoire de Nazianze et lui demande de remplacer l'évêque Démophile à la tête de Constantinople. Le 26 novembre 380, tout le clergé n'ayant pas accepté le symbole de Nicée est considéré comme hérétique. Le 27 novembre 380, Grégoire de Nazianze est installé par l'empereur Théodose Ier évêque de Constantinople, dans l'Église des Saints-Apôtres,. Cette nomination ne va pas sans poser problème, dans la mesure où Grégoire de Nazianze a été consacré évêque de Sasimes et qu'il n'a donc pas le droit d'être évêque d'un autre lieu, conformément à l'un des canons du concile de Nicée. Sa nomination par l'empereur est considérée par beaucoup comme non légitime.
En tant qu'évêque, Grégoire de Nazianze prêche souvent. La fête de l'Épiphanie, l'une des principales fêtes chrétiennes sur le baptême de Jésus, est l'occasion pour Grégoire de faire sa plus longue homélie sur la Trinité. Il cherche aussi à favoriser le baptême des plus jeunes, le baptême étant souvent donné tardivement. Il prêche pour que tous les chrétiens puissent être baptisés quel que soit leur âge. Au cours d'une homélie concernant le mariage, Grégoire de Nazianze plaide pour des changements de la législation de l'adultère. L'adultère condamne alors uniquement les femmes, et Grégoire de Nazianze demande que le régime soit le même pour les hommes. De même il demande que l'autorité parentale ne soit pas uniquement réservée à l'homme, mais qu'elle soit reconnue également aux femmes.

#### Premier concile de Constantinople
Théodose Ier décide de convoquer le deuxième concile de l'histoire du christianisme en mai 381. Le premier concile de Constantinople, plus restreint que le concile de Nicée dans la mesure où aucun évêque latin n'a été invité, a pour vocation de restaurer la foi proclamée par le symbole de Nicée. Au même moment, Grégoire, qui a une santé fragile, tombe malade au point qu'il rédige son testament le 31 mai 381.

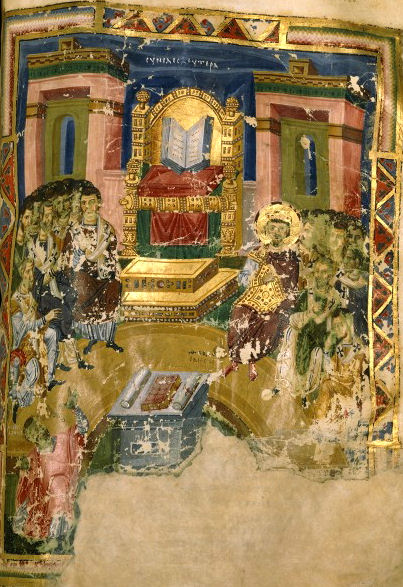
Représentation d'une homélie de Grégoire de Nazianze du premier concile de Constantinople dans un ouvrage datant de 879-882, BnF (Ms grec 510)

La présidence du concile revient naturellement à l'évêque de Constantinople. Néanmoins, le non-respect des canons du concile de Nicée, qui affirme que l'on n'a pas le droit d'être évêque d'un autre lieu que celui pour lequel on a été ordonné, pose problème, Grégoire de Nazianze étant évêque de Sasimes. On choisit donc l'évêque Mélèce Ier d'Antioche, le doyen du concile, comme président. Le concile décide alors, sous l'impulsion de Théodose, de nommer officiellement Grégoire de Nazianze comme évêque de Constantinople. Quelques jours plus tard, Mélèce meurt, et Grégoire de Nazianze est dès lors nommé président à sa place.
Il se heurte néanmoins à de fortes oppositions au concile qu'il préside dès 381. En effet, il n'obtient pas l'adhésion de la délégation venue d'Alexandrie, qui a ordonné Maxime comme évêque de Constantinople. De plus, il doit affronter des problèmes de santé. Grégoire dénonce alors l'ambiance du concile dans ses écrits ; en parlant des membres du concile il affirme :
« Cet immense ramassis de trafiquants du Christ, c'est quand quelqu'un aura su allier au bourbier la bonne senteur d'un parfum immaculé que je le laisserai approcher… Les séances dépendaient de qui elles pouvaient, elles dépendaient de tout le monde, autant vaut dire de personne, car l'autorité du nombre, c'est l'anarchie. »
Le concile de Nicée avait omis de parler de la nature divine de l'Esprit Saint ; or, lors du premier concile de Constantinople, cette question fait débat entre les évêques, mais surtout pour Grégoire de Nazianze qui veut que l'on reconnaisse la nature divine du Saint Esprit. Sa position doctrinale repose sur la formule de l’homoousios (consubstantialité du Père, du Fils et du Saint-Esprit, selon le credo de Nicée). Lors du concile, les évêques utilisent une autre formule, l’ekporeuomenon (expression selon laquelle l'Esprit Saint procède du Père). Cette formule est une vision minimaliste, qui pouvait être fragilisée par certains théologiens ariens. Cependant, même si la formule de Grégoire n'est pas consacrée, le concile de Constantinople reconnaît ouvertement, même si c'est de façon minimaliste, la divinité de l'Esprit Saint.

Face à l'impossibilité de pouvoir influencer davantage les pères du concile et en raison de la contestation de sa nomination comme évêque de Constantinople, ainsi que de sa façon de s'acquitter de sa fonction, Grégoire de Nazianze décide finalement de démissionner en 381 du concile,. En partant, il écrit un discours virulent contre les membres du concile de Constantinople et sur l'importance donnée à l'apparence : 
« J'ignorais qu'il fallût rivaliser avec les consuls, les préfets et les généraux... J'ignorais qu'il me fallût prendre le bien des pauvres pour vivre dans le luxe et la bonne chère... et porter aux autels l'odeur des festins. J'ignorais qu'il fallût me montrer sur les chars... promener par la ville un grand train et forcer la foule craintive à se ranger des deux côtés de ma route, comme elle le fait au passage des bêtes ! »

### Retraite de Grégoire de Nazianze
À la suite de sa démission du concile, il décide de retourner à Nazianze en 381. Il semble passer un temps à se reposer et à se soigner. Il dirige alors le diocèse de Nazianze de manière intérimaire, le diocèse n'ayant pas encore d'évêque.
Il écrit l'éloge funèbre de Basile de Césarée,, qui est à la fois un éloge de son ami défunt et un véritable plaidoyer pour la fonction épiscopale. Il fait l'éloge de Basile, qu'il décrit comme un évêque profondément croyant et priant, qui a suivi la volonté de Dieu, en préférant la suivre à tout prix, et préférant Dieu à tout. Grégoire fait l'éloge de la formation et de la culture de Basile, s'insurgeant contre les ignorants et les borgnes qui se limitent à la formation morale.
Grégoire de Nazianze profite de cette période pour écrire beaucoup. Non seulement des discours, mais aussi des lettres à ses amis. Le concile de Constantinople continue en 382 et en 383, mais Grégoire refuse d'y participer tout en s'y intéressant et en conseillant ses amis pour la suite du concile. Il perçoit avec lucidité l'importance que peut avoir la théologie d'Apollinaire de Laodicée, débat par écrit et attire l'attention de son successeur à Constantinople sur les problèmes que l'apollinarisme peut poser. Il utilise des formules nettes qui sont reprises par les canons orthodoxes, affirmant à propos de la nature de la deuxième personne de la Trinité qu'il y a un seul Fils ayant deux natures : celle de Dieu fait homme et celle d'homme divinisé.
Il écrit trois petits traités dits Lettres théologiques, mais aussi des poèmes, dont le plus long est son autobiographie. Il remanie ses écrits et ses discours. À partir de 389, il se retire de toute vie active à Arianze. Il écrit les discours 44 et 45 et meurt en 390.

## Postérité

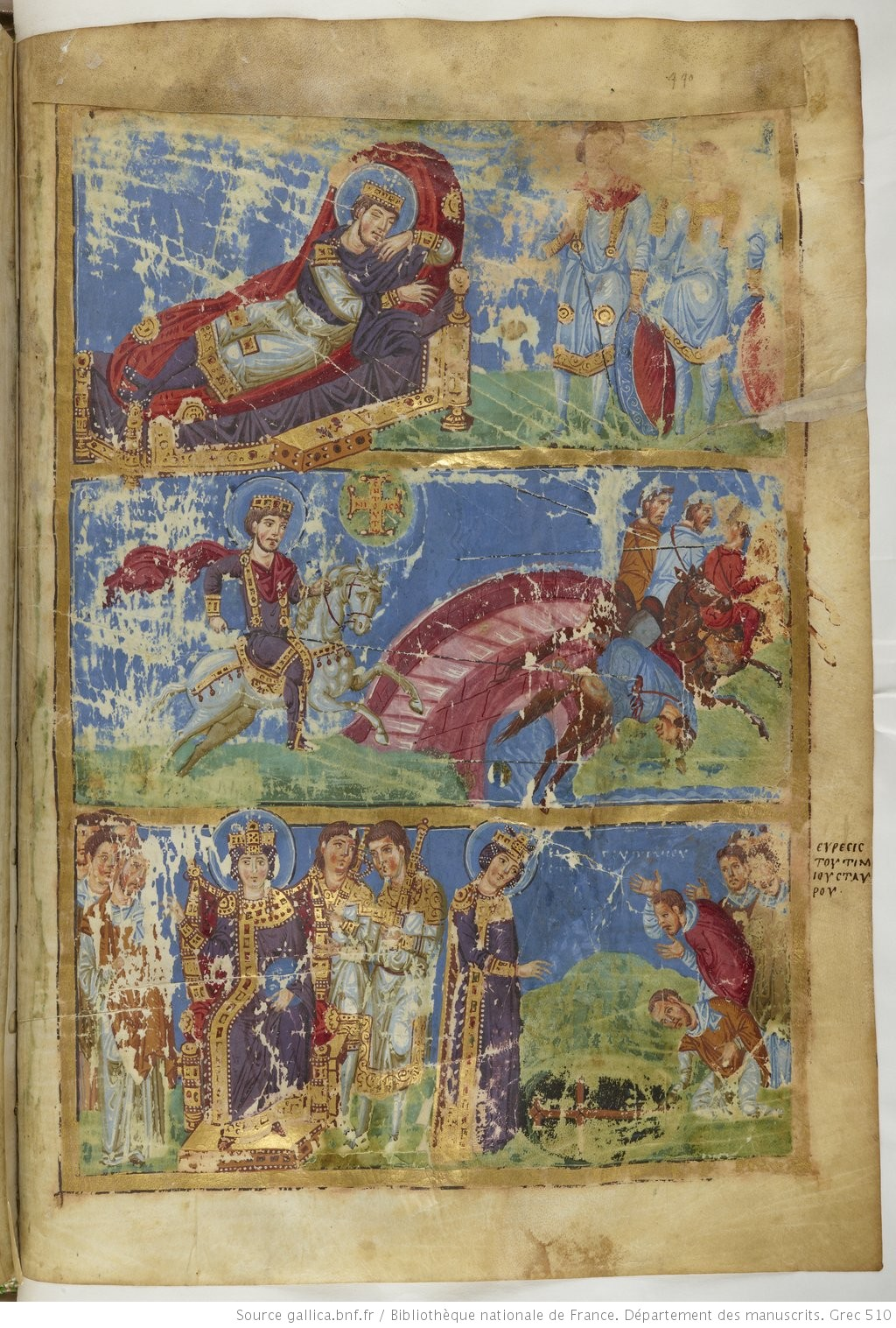
Homélies de Grégoire de Nazianze. Songe de Constantin et bataille du pont Milvius, dans un ouvrage grec datant de 879-882. BnF (Ms grec 510)

### Écrits
Grégoire de Nazianze reste dans la postérité du fait de ses nombreux écrits, principalement ses discours théologiques. Il a laissé également 45 discours, dont la moitié prononcée à Constantinople. Différents sermons ont été distingués : cinq discours dits « théologiques » (Discours 27 à 35), le discours panégyrique d'Athanase d'Alexandrie (discours 21), les oraisons funèbres de son père Grégoire l'Ancien (discours 18), de son frère Césaire de Nazianze et de sa sœur Gorgonie (discours 7 et 8), de Basile de Césarée (discours 43), et deux discours contre Julien. Il a aussi écrit de nombreux poèmes théologiques et historiques qui traitent d'événements de sa vie, ainsi qu'un poème autobiographique (le poème 11) et une tragédie, la Passion du Christ vécue au travers du personnage de Marie. Une partie de la production poétique de Grégoire est formellement influencée par la poésie épique — bien qu'il en rejette les thèmes — et s'exprime en hexamètres dactyliques ainsi qu'en distiques élégiaques, des formes morphologiques et lexicales puisées dans le corpus homérique dont l'usage est à la mode au IVe siècle.
Deux cent quarante-deux lettres de Grégoire de Nazianze ont été conservées, dont certaines ont une grande importance théologique (les lettres 101, 102, 202) contre l'apollinarisme.
Les oraisons funèbres constituent un genre que Grégoire a introduit dans l'Église. Il a christianisé les éloges funèbres païens, créant un nouveau genre littéraire.
La majorité des écrits qui nous sont parvenus date de la fin de sa vie. Dès la fin du siècle, neuf discours de Grégoire de Nazianze sont traduits en latin par Rufin d'Aquilée. Très vite, certains de ses écrits sont traduits en arabe, copte, arménien, syriaque. Des manuscrits de Grégoire de Nazianze sont répertoriés dès le VIIIe siècle, chose extrêmement rare pour l'époque. Jacques-Bénigne Bossuet puise des éléments de l’Apologétique pour rédiger le Sermon sur l'Unité de l'Église, ainsi que son panégyrique de Paul de Tarse.
La première édition complète des écrits de Grégoire de Nazianze est établie par des bénédictins au XVIIIe siècle,. Cette édition a été reprise et réimprimée dans la Patrologie grecque publiée sous le Second Empire,. Une nouvelle édition critique est en cours de publication,.
Saint Grégoire de Nazianze évoque ici l'amitié qui le liait à Basile le Grand alors qu'ils étaient tous deux étudiants à Athènes.
Une seule âme pour deux corps

« Quand, avec le temps, nous nous sommes mutuellement avoué nos aspirations et l'objet de nos aspirations — vivre en philosophes —, alors, à partir de ce moment-là, nous avons été tout l'un pour l'autre, partageant même toit et même table, profondément unis, n'ayant qu'un seul et même regard, développant continuellement l'un chez l'autre la chaleur et la fermeté de nos aspirations.
Il y avait une lutte entre nous deux pour déterminer celui qui aurait personnellement non pas la première place, mais le moyen de céder celle-ci à l'autre, car nous faisions nôtre la réputation de l'autre. On eût dit chez l'un et chez l'autre une seule âme pour porter deux corps, et, s'il ne faut pas croire ceux qui disent que tout est dans tout, on doit nous croire quand nous disons que nous étions l'un dans l'autre et l'un aux côtés de l'autre. Nous n'avions tous deux qu'une tâche : pratiquer la vertu et vivre en vue des espérances futures, détachés d'ici avant de partir d'ici. Les yeux fixés sur ce but, nous dirigions notre vie et notre activité tout entière, guidés de cette façon par le commandement et nous excitant mutuellement à la vertu, et, si ce n'est pas pour moi trop dire, étant l'un pour l'autre règle et cordeau pour distinguer ce qui est droit de ce qui ne l'est pas.

Pour nous, la grande affaire et le titre suprême consistaient à être chrétiens et à en porter le nom. »

— St Grégoire de Nazianze. Discours 43, 19-21, trad. J. Bernardi, Paris, Cerf, coll. « Sources Chrétiennes » 384, 1992, p. 163-169.
Commentaire des Livres des Maccabées, écrits juifs en langue grecque dont le thème est lié à la révolte des Maccabées qui eut lieu dans la Judée de l'époque hellénistique.
- Deuxième livre des Maccabées (cf. 6, 18-31) :

Heureux prélude

« Bien peu de gens honorent les Maccabées, sous prétexte que leur lutte n'a pas eu lieu après le Christ, eux qui sont pourtant dignes d'être honorés de tous parce que leur endurance s'est exercée pour la défense des institutions de leurs pères ! Et que n'auraient fait les hommes qui ont subi le martyre avant la passion du Christ, s'ils avaient été persécutés après le Christ et l'avaient imité dans sa mort pour nous ? Car ceux qui, sans l'aide d'un pareil exemple, ont fait preuve d'une si grande vertu, comment ne se seraient-ils pas montrés plus nobles encore dans des dangers affrontés après cet exemple ?
Voici Éléazar, prémices de ceux qui sont morts avant le Christ, comme Étienne l'a été de ceux qui sont morts après le Christ. C'est un saint homme et un vieillard, aux cheveux blanchis et par la vieillesse et par la prudence. Auparavant il sacrifiait pour le peuple et priait, mais maintenant c'est lui-même qu'il offre à Dieu en sacrifice très parfait, victime expiatoire de tout le peuple, heureux prélude de la lutte, exhortation parlante et silencieuse. Il offre aussi les sept enfants, l'accomplissement de son éducation, en sacrifice vivant, saint, capable de plaire à Dieu (Rm 12, 1), plus splendide et plus pur que tout sacrifice conforme à la Loi. Car il est parfaitement juste et légitime de porter au compte du père les actions des enfants. Imitons Éléazar, qui a montré le meilleur exemple en parole et en acte. »

— Grégoire de Nazianze. Discours 15, 1.3.12, trad. Raphaëlle Ziadé, Les martyrs Maccabées : de l'histoire juive au culte chrétien, Leyde, Brill, 2007, p. 301-302, 311.
Le psautier conservé à la Bibliothèque nationale de France (ms.grec 510, f.30v) représente une Crucifixion dans laquelle on peut se demander si les yeux du Christ sont ouverts ou fermés. Il est parfaitement droit, et vêtu du colobium (tunique sans manche).

### Reliques

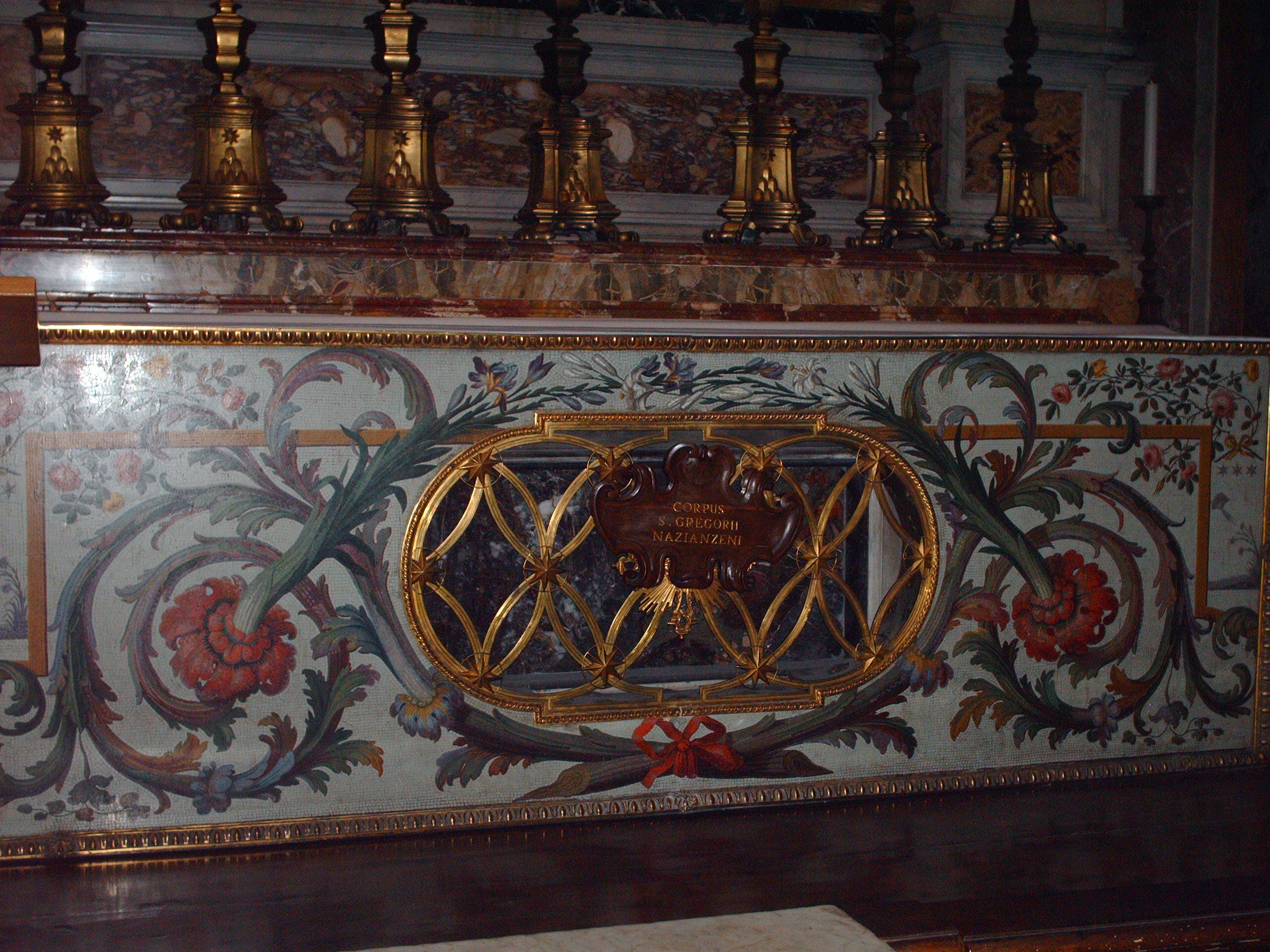
Reliquaire de Grégoire de Nazianze dans la basilique Saint-Pierre jusqu'en 2004.

Les reliques de Grégoire de Nazianze sont installées à sa mort dans le caveau familial. Il semble qu'elles aient été transférées à Constantinople le 19 janvier 946 et installées solennellement par l'empereur Constantin VII Porphyrogénète,. Une tradition veut qu'une partie de ses reliques ait été transférée dans le Monastère de Vatopaidi au Mont-Athos (Grèce), où il est actuellement vénéré. Face à l'avancée des invasions musulmanes, une partie des reliques sont transférées à Rome, capitale de la papauté. Elles sont installées dans la basilique Saint-Pierre par le Pape Grégoire XIII. Jean-Paul II décide en 2004, à l'occasion d'un voyage en Grèce, de restituer les reliques de Grégoire de Nazianze au patriarche orthodoxe Bartholomée Ier de Constantinople dans une logique de réconciliation entre orthodoxes et catholiques,.

### Fête
Grégoire est très vite considéré comme un saint, même s'il n'y a jamais eu de canonisation, cette procédure naît au Xe siècle. Ses écrits montrent une grande richesse théologique. Grégoire de Nazianze est de ce fait reconnu comme l'un des grands théologiens qui sont encore actuellement vénérés tant par les Églises orthodoxe que catholique et à ce titre honoré du titre de « Docteur universel ». Il a influencé significativement la théologie trinitaire, tant des pères grecs que latins, et est reconnu comme théologien trinitaire. Il est considéré avec Basile de Césarée et Grégoire de Nysse comme l'un des trois « pères cappadociens ». Les orthodoxes lui ont donné l'un de ses titres les plus prestigieux, celui de « Grégoire le Théologien ». Il est en outre considéré comme l'un des trois hiérarques cappadociens avec Basile de Césarée et Jean Chrysostome pour ses écrits théologiques. Maxime le Confesseur, qui considère Grégoire comme son maître par excellence, l'appelle dans ses écrits « le didascale ». Il est enfin considéré comme un Père de l'Église et est proclamé « Docteur de l'Église » par le pape Pie V en 1578.
Le nom de Grégoire de Nazianze est paradoxal dans la mesure où il n'a jamais été intronisé évêque de Nazianze, mais de Sasimes (où il n'est jamais allé) ou de Constantinople (où sa nomination fut très contestée). La tradition veut que l'on attache à un évêque le nom du diocèse qu'il a dirigé. Les évêques occidentaux n'ayant pas reconnu son intronisation à Constantinople, et comme il n'a jamais pu aller à Sasimes, c'est Jérôme de Stridon, qui, étant passé par Nazianze, a imposé cette vision, voyant Grégoire administrer Nazianze.
Dans le calendrier liturgique catholique, la fête de Grégoire de Nazianze est célébrée le 2 janvier. Avant, cette fête avait lieu le 9 mai, une tradition rapportant cette date comme le jour de sa mort. L'Église orthodoxe et les Églises catholiques orientales célèbrent Grégoire de Nazianze deux jours dans l'année : le 25 janvier pour sa fête principale, et le 30 janvier, date de la fête des Trois Hiérarques.

## Théologie

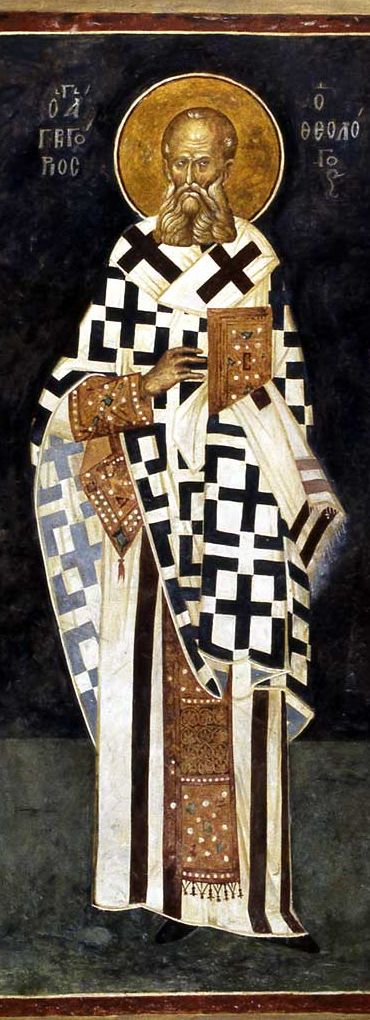
Grégoire de Nazianze, fresque de Kariye Camii, Constantinople

### Christianisme et culture
Certains chrétiens de la région sont méfiants vis-à-vis de la culture essentiellement hellénique, d'autres soutiennent une incompatibilité avec les récits mythologiques non chrétiens (évhémérisme). De même, certains intellectuels sont souvent hostiles au christianisme. Cette hostilité avait eu pour réponse une certaine hargne des chrétiens pour la culture, à l'exemple de Tatien le Syrien. Grégoire de Nazianze garde quant à lui durant toute sa vie la conviction que le christianisme et la culture ne s'opposent pas, mais sont parfaitement conciliables.
Il s'oppose ainsi vivement à l'empereur Julien qui, dans un édit, interdit aux grammairiens et rhéteurs chrétiens d'enseigner les lettres classiques. Bien que Julien ait favorisé les donatistes et qu'il ne se prononce pas dans les querelles ariennes de l'époque, pour Grégoire, cette interdiction va à l'encontre du christianisme et il compare l'empereur à Ponce Pilate. Il concentre ses critiques sur la volonté de Julien de faire des chrétiens une secte marginale composée de personnes incultes. Pour Grégoire, la sagesse et la culture sont universelles, elles n'appartiennent pas à une civilisation, aux Égyptiens ou aux Grecs, mais viennent à tous puisqu'elles viennent de Dieu. Les chrétiens doivent donc « dérober », acquérir et assimiler toutes les richesses des cultures grecques ou égyptiennes en rejetant ce qui relève de l'idolâtrie,. L'attitude de Julien, qui vise à exclure les professeurs chrétiens de l'enseignement et donc à marginaliser l'apprentissage, est fermement dénoncée.
Lors de l'éloge funèbre de Basile de Césarée, Grégoire de Naziance loue la grande culture de son ami. Il justifie ainsi la culture que beaucoup de chrétiens rejettent, critiquant les « ignorants et incultes » qui se contentent d'une simple formation morale. En décrivant l'évêque parfait que fut Basile, Grégoire de Nazianze développe ainsi la conception qu'il se fait du clergé et de la dignité d'évêque. Celui-ci doit avoir, en plus de grandes qualités de prière et d'oraison, une culture développée, à l'image de la culture grecque de Basile.
Enfin, dans ses nombreux écrits, Grégoire de Nazianze a développé et utilisé toutes les connaissances qu'il a acquises pendant ses études dans les écoles et à Athènes. Il a, par ses plaidoyers, oraisons funèbres et discours d'adieu, utilisé les règles grecques, tout en les christianisant. Alors que dans les écoles, les chrétiens apprennent les exemples de mythes grecs ou païens, Grégoire transmet toutes ses règles d'éloquence en utilisant des exemples de foi.

### Philosophie de Dieu
Grégoire de Nazianze ambitionne de devenir philosophe. Pour lui, la philosophie et la théologie se confondent. Deux méthodes sont en usage alors afin de parler de Dieu. La première, l'apophatisme, consiste à définir ce que n'est pas Dieu, Celui-ci ne pouvant être défini ; de nature transcendantale, la raison humaine ne peut y accéder. La deuxième méthode est la cataphatique ; elle conduit à définir positivement Dieu. Grégoire de Nazianze, qui utilise les deux méthodes, a un point de vue particulier sur la question. Pour lui, la raison humaine ne peut pas permettre de comprendre complètement Dieu, mais elle permet seulement de l'esquisser.
Pour Grégoire, seul celui qui mène une vie mystique, c'est-à-dire de prière et de recueillement, peut vraiment parler de Dieu. Il définit la théologie comme une ascension mystique, à l'image de Moïse qui, au Mont Sinaï, contemple Dieu, de dos, sans pouvoir réellement le comprendre. La véritable connaissance de Dieu découle donc de la méditation et de la vie de prière, la raison ne pouvant que partiellement rendre compte de cette réalité. Grégoire s'oppose pendant le premier concile de Constantinople aux débats des théologiens. Il considère que bon nombre de théologiens sont en réalité des sophistes du fait qu'ils refusent de vivre une existence mystique.
Cette conception le conduit à s'opposer à Eunome. Celui-ci affirme pouvoir, grâce à la raison humaine, « connaître Dieu de la même façon qu'il se connaît lui-même ». Cette confiance dans la rationalité est incompatible avec la nature humaine pour Grégoire de Nazianze. En effet, même s'il ne nie pas l'importance de la raison humaine, il affirme que la connaissance de Dieu est en partie hors de sa portée. Cette connaissance de Dieu nous est rendue impossible du fait de notre corps terrestre, et notre raison est limitée face à l'infini divin : « Toujours apparaît quelque chose qui lui échappe, alors, ô merveille! — cela, pour éprouver, moi aussi, la même impression — il enveloppe de stupeur son discours, il appelle une telle réalité richesse de Dieu et profondeur et il reconnaît l'incompréhensibilité des jugements de Dieu »,.

### Nature de la Trinité

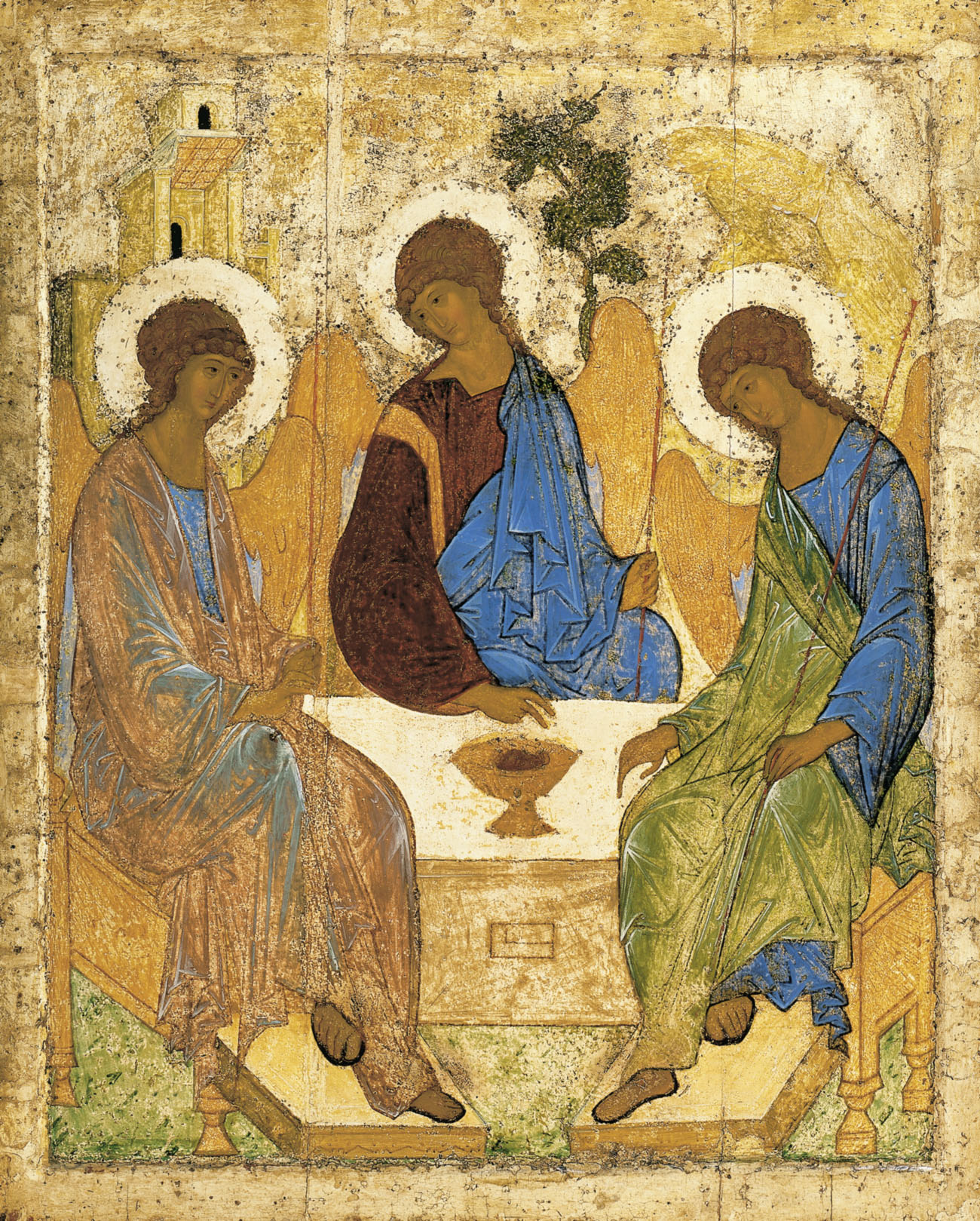
Icône dite de la « Trinité » d'André l'Iconographe.

La période qui suivit le Concile de Nicée est marquée par des discussions sur l'essence divine et l’opposition de différents courants théologiques sur la nature divine de la Trinité. La théologie trinitaire n'étant pas alors bien définie, le rôle de Grégoire de Nazianze est extrêmement important, car il a permis de la définir et de la développer. Ses écrits constituent l'un des fondements de la théologie trinitaire de l'orthodoxie.
Les principaux courants, qui sont considérés postérieurement comme hérétiques, l'arianisme et le sabellianisme, s’opposent sur la nature de la Trinité. Le modalisme et le monarchianisme sont deux conceptions du sabellianisme. Pour l’arianisme, la définition de la Trinité ne peut pas être celle qui a été établie par le concile de Nicée : Dieu étant premier, il ne peut avoir de principe. La deuxième personne de la Trinité, le « Fils », c'est-à-dire Jésus Christ, ne peut donc pas être de même nature que le Père, puisqu’il est engendré par Lui,. Si le Christ est de nature divine, sa nature est inférieure à celle de Dieu le Père. Le deuxième courant est représenté par Sabellius. Pour lui, la Trinité ne consiste pas en personnes différentes, mais le Père et le Fils et le Saint-Esprit ne sont que des modes d’actions différents de Dieu. Sabellius croit donc en la Trinité, mais non pas en tant que personnes distinctes, mais comme une seule et même personne prenant des noms différents.
Face à l’arianisme et au sabellisme, considérés ultérieurement comme des hérésies, Grégoire de Nazianze développe dans ses écrits la théologie d’un Dieu trinitaire. Il définit Dieu comme l’égalité des trois hypostases consubstantielles, l’hypostase étant définie comme un être premier, concret et personnel. Ainsi le Père, le Fils et le Saint Esprit sont tous les trois de nature divine, donc ce sont trois hypostases. La difficulté serait alors de dire qu’il n’existe pas un Dieu, mais trois Dieux, puisqu’il existe trois hypostases. Cependant pour Grégoire, la Trinité n’est pas l’existence de trois Dieux différents, mais d’un unique Dieu ; les trois hypostases sont donc consubstantielles, c’est-à-dire un seul et même Dieu.
Grégoire précise ainsi la définition de la Trinité. Il défend la monarchie de Dieu, son unité, sans pour autant nier sa nature trinitaire : « une monarchie constituée par l’égale dignité de nature, l’accord de volonté, l’identité de mouvement et le retour à l’unité de ceux qui viennent d’elle — ce qui est impossible quand il s’agit de la nature procréée ». Les trois personnes de la Trinité sont, pour Grégoire, profondément unies et non distinctes ou divisées. Il s'oppose en cela à l’arianisme qui considère les trois personnes comme étant de nature différente, l’une inférieure à l’autre, ce qui rend difficile leur unité de pouvoir, leur monarchie, et donc remet en cause la définition de Dieu comme principe premier dans la mesure où seul Dieu le Père est premier.

### Rapport des personnes de la Trinité
La conception arienne affirme la divinité de Dieu, tout en affirmant la nature inférieure de la dignité du Christ : le Christ étant engendré, il n’a pas toujours existé, il a été créé. Grégoire de Nazianze s’oppose à cette conception. Il affirme que le Fils a été engendré en dehors du temps et d’une manière inexprimable. Ainsi les objections sur la nature temporelle du Fils n’ont pas lieu d’être pour Grégoire de Nazianze : « Car les mots « quand », « avant cela » et « depuis le commencement » ne sont pas en dehors du temps, si grande que soit la violence que nous leur faisons »,.
Grégoire de Nazianze définit l’existence du Fils et de l’Esprit Saint comme des réalités, non pas temporelles, comme le considère une partie des ariens, mais coéternelles. Le Christ n’a pas d’existence à partir du moment de sa naissance mais existe dans l’éternité. Le Fils et l’Esprit Saint ne sont pas liés par des catégories ou des principes temporels, du fait de leur nature divine,.

### Théologien de l'Esprit Saint

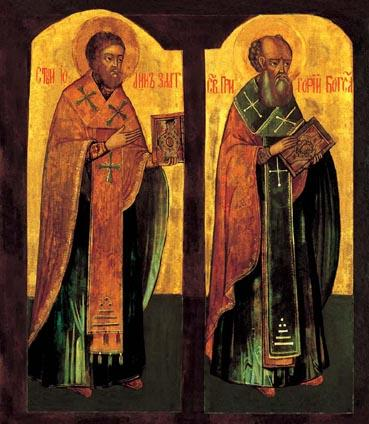
Icône russe du XVIIIe siècle, représentant Jean Chrysostome et Grégoire de Nazianze.

Grégoire de Nazianze est avec Basile de Césarée l'un des plus grands théologiens de l'Esprit Saint. Après le Premier concile de Nicée, la nature divine de l'Esprit Saint était une question ouverte. Dès sa nomination en tant qu'évêque, il affirme sa volonté de défendre publiquement la divinité de l'Esprit Saint, afin de la « faire briller pour toutes les églises ». Lors du premier concile de Constantinople auquel il participe, il défend systématiquement la divinité de l'Esprit Saint en répondant aux différentes thèses sur ce mystère religieux.
En analysant les Écritures, Grégoire de Nazianze affirme que l'Esprit Saint est de nature divine dans la mesure où il est défini comme un être actif. Cette définition implique donc qu'il ne soit pas considéré comme un attribut de Dieu, comme le prétendent certains théologiens de l'époque. Comme l'Esprit Saint parle, sépare, agit, cela signifie donc qu'il est essence. Comme il n'est pas une créature de Dieu, et que les chrétiens affirment être baptisés en Lui, cela implique donc que nous sommes baptisés en Dieu, donc que l'Esprit Saint est Dieu.
Il s'oppose également aux théologiens qui transfèrent les attributs humains à Dieu, affirmant par ailleurs le caractère masculin de Dieu, « le Père ». Pour Grégoire de Nazianze, toute notion humaine appliquée à Dieu ne peut être que relative, Dieu étant d'une nature différente de l'homme. Le divin ne peut être défini clairement par l'homme, comme le proposent les théories eunoméennes. Celles-ci sont pour Grégoire une « déformation de la foi et l'anéantissement du mystère » qu'est Dieu.
Face aux théologiens ariens qui nient la divinité de l'Esprit Saint dans la mesure où il n'y a pas d'affirmation de la divinité de l'Esprit Saint dans la Bible, Grégoire défend l'existence d'une révélation progressive des dogmes dans la période post-apostolique. Enfin, il montre qu'il existe dans la Bible de nombreux passages parlant de la présence de l'Esprit Saint, tant dans la liturgie que dans la narration.

## Discours théologiques
Grégoire de Nazianze, Docteur de l'Église, est le premier après saint Jean à avoir été surnommé le « Théologien » pour la profondeur de ses discours sur Dieu.
Dieu ne donne rien qui ne soit grand

« Frères et bien-aimés, ne soyons pas les mauvais économes des biens que l'on nous a confiés (Lc 12, 41-48), si nous ne voulons pas entendre gronder la voix de Pierre : « Rougissez, vous qui retenez le bien d'autrui. Imitez l'équité de Dieu et il n'y aura plus de pauvres » (1 P 4, 10). Ne nous tuons pas à amasser de l'argent quand nos frères meurent de faim, pour ne point nous exposer à de sévères remontrances, comme aux paroles du divin Amos : « Prenez garde, vous qui dites : Quand le mois sera-t-il passé afin que nous vendions, et le sabbat écoulé, pour que nous ouvrions nos dépôts ? » (Am 8, 5). Et il menace encore de la colère de Dieu les marchands qui truquent leurs balances.

Imitons cette loi sublime et première d'un Dieu « qui laisse tomber sa pluie sur les justes et sur les méchants et fait lever son soleil sur tous les hommes sans distinction » (Mt 5, 45). Aux créatures qui vivent sur terre, il octroie d'immenses espaces, des sources, des fleuves, des forêts. Pour les espèces ailées, il crée l'air et l'eau pour la faune aquatique. Il fournit en abondance pour chacun sa première subsistance. Et ses dons ne tombent pas aux mains des forts, ni ne sont mesurés par une loi, ni partagés entre des États. Tout est commun, tout est en abondance.

Il ne donne rien qui ne soit grand. Ainsi honore-t-il l'égalité naturelle, par l'égal partage de ses grâces ; ainsi révèle-t-il l'éclat de sa munificence. »

— Discours 14 sur l'amour des pauvres, 24-25, trad. France Quéré, « Riches et pauvres dans l'Église ancienne ». Lettres chrétiennes 2, Migne, Paris, 2011, p. 152-153.

### Éditions
- Clavis Patrum Græcorum 3010-3125.
- Migne, Patrologiae Cursus Completus, Series Graeca, tomes 35 à 38, Paris, 1857-1866.
- Corpus Scriptorum Ecclesiasticorum Latinorum, tome 46, 1910.

### Œuvres en traduction française
- Discours (380), trad. no 1 à 3 (1978), trad. Marie-Ange Calvet-Sebasti no 6 à 12, trad. Justin Mossay no 20 à 23, trad. Justin Mossay, no 24 à 26 (1981), trad. no 27 à 31, trad. Paul Gallay no 32 à 37, Claudio Moreschini no 38 à 41, trad. Jean Bernardi no 42 et 43, Cerf, coll. « Sources chrétiennes »
- Poèmes et lettres, trad. P. Gallay, Emmanuel Vitte, 1941.
- Épigrammes, apud Anthologie grecque, t. VI, Les Belles Lettres, 1960.
- Homélies, Soleil levant, 1962.
- Lettres, Les Belles Lettres, 1964.
- La Passion du Christ : tragédie, Cerf, coll. « Sources chrétiennes », 1969.
- Lettres théologiques, Cerf, coll. « Sources chrétiennes », 1974.
- Poème de ma vie, trad. A. Lukinovich et C. Martingay, Grégoire de Nyzianze. Le dit de sa vie, poème autobiographique, Genève, ad solem, 1997.
- Grégoire de Nazianze, collectif et André Tuilier (Sous la direction de), Œuvres poétiques. Tome I, 1re partie : Poèmes personnels (II, 1, 1-11), coll. « Collection des universités de France Série grecque: Collection Budé », 2004, 798 p. (ISBN 978-2-251-00516-4)
- Raphaëlle Ziadé, Les Martyrs Maccabées : De l'histoire Juive au culte Chrétien : Les Homélies de Grégoire de Nazianze et de Jean Chrysostome, Brill, coll. « Vigiliae Christianae, Supplements », 2006, 398 p. (ISBN 978-90-04-15384-4, lire en ligne)
- Éloge funèbre de Césaire, Hachette Livre BNF, coll. « Littérature », 2013, 126 p. (ISBN 978-2-01-288409-0)

### Études sur Grégoire de Nazianze
- France Quéré, « Réflexions de Grégoire de Nazianze sur la parure féminine (Étude du poème sur la coquetterie, I, II, 29) », Revue des Sciences Religieuses, t. 42, no 1,‎ 1968, p. 62-71. (lire en ligne)
- Jean Bernardi, « Grégoire de Nazianze et le poète comique Anaxilas », Pallas, vol. Épopée - Tragédie - Antiquité tardive, no 31,‎ 1984, p. 157-161 (lire en ligne)
- Jean Bernardi, Saint Grégoire de Nazianze. Le Théologien et son temps (330-390), Éditions du Cerf, Paris, 1995.
- André Tuilier, « Grégoire de Nazianze », dans Jean Leclant (dir.), Dictionnaire de l'Antiquité, Presses universitaires de France, 2005.
- Albert Houssiau, « Vie contemplative et sacerdoce selon Grégoire de Nazianze : À propos du livre de Francis Gautier », Revue théologique de Louvain, vol. 37ᵉ année, no 2,‎ 2006, p. 217-230. (lire en ligne)
- Justin Mossay, Nazianze et les Grégoire. Réflexions d’un helléniste retraité, Bruxelles, Safran (éditions), coll. « Langues et cultures anciennes, 15 », 2009, 192 p. (présentation en ligne).
- Francis Gautier, La retraite et le sacerdoce chez Grégoire de Nazianze, Turnhout (Belgique), Brepols, coll. « Bibliothèque de l'École des hautes études, section des sciences religieuses, numéro 114 », avril 2003, 457 p. (ISBN 2-503-51354-9)
- Francis Gautier, « Grégoire de Nazianze. Le miroir de l’Intelligence ou le dialogue avec la Lumière », Théologiques, vol. 16, no 2,‎ 2008, p. 31-47 (lire en ligne)
- Père Philippe Molac (trad. du grec ancien, préf. Philippe Barbarin), Discours sur le sacerdoce de Grégoire de Nazianze : traduction commentée, Paris/Perpignan, Lethielleux Éditions, coll. « Art. Christiani. », 2018, 204 p. (ISBN 978-2-249-62587-9)
- Guillaume Bady, « La Lumière, image de Dieu et nom de l'homme chez Grégoire de Nazianze », Revue des Sciences philosophiques et théologiques, vol. 97, no 4,‎ octobre-décembre 2013, p. 459-476 (lire en ligne)